# Harpacticus giesbrechti
Harpacticus giesbrechti is een eenoogkreeftjessoort uit de familie van de Harpacticidae. De wetenschappelijke naam van de soort is voor het eerst geldig gepubliceerd in 1927 door Klie.